# Krynica (powiat moniecki)
Krynica (dawn. Krynice) – wieś w Polsce położona w województwie podlaskim, w powiecie monieckim, w gminie Trzcianne.
W latach 1975–1998 miejscowość należała administracyjnie do województwa łomżyńskiego.
Wierni kościoła rzymskokatolickiego należą do parafii św. Apostołów Piotra i Pawła w Trzciannem.